# Église de l'Ascension de Šurjan
Pour les articles homonymes, voir Église de l'Ascension.
L'église de l'Ascension de Šurjan (en serbe cyrillique : Црква Вазнесења господњег у Шурјану ; en serbe latin : Crkva Vaznesenja gospodnjeg u Šurjanu) est une église orthodoxe serbe située à Šurjan, dans la province autonome de Voïvodine, dans la municipalité de Sečanj et dans le district du Banat central en Serbie. Elle est inscrite sur la liste des monuments culturels de grande importance de la république de Serbie (identifiant no SK 1195).

## Présentation
Le village de Šurjan, près de Jaša Tomić, est situé à 2 km de la frontière entre la Roumanie et la Serbie. En 1783, les habitants serbes du village roumain de Ciavoș (en serbe : Čavoš) durent se réfugier dans les villages de Samoš, Šurjan et Boka, situés dans les Confins militaires, une zone tampon créée par les Habsbourgs à la frontière de l'Empire ottoman. Ils transportèrent à Šurjan les icônes de l'iconostase de leur église,.
L'église actuelle a été construite en 1939-1940, à l'emplacement de deux autres édifices religieux, l'un antérieur à 1765, l'autre datant de 1835 ; elle a été consacrée en 1982 par Sava Vuković, évêque de l'éparchie de Šumadija et administrateur de l'éparchie du Banat et de l'éparchie de Timișoara.
Elle abrite trente icônes provenant de l'église de Čavoš, en Roumanie, ainsi que des « portes royales » remontant au XVIIIe siècle. Tout un groupe de ces icônes provient de l'entourage de Nedeljko et Šerban Popović,. L'iconostase de la nouvelle église est due à Ivan Zelinski.